# Dilar indicus
Dilar indicus là một loài côn trùng trong họ Dilaridae thuộc bộ Neuroptera. Loài này được Monserrat miêu tả năm 1989.